# Loxoptygus ectypus
Loxoptygus ectypus é uma espécie de aranha pertencente à família Theraphosidae (tarântulas).